# Football Club Internazionale Milano 1973-1974
Questa voce raccoglie le informazioni riguardanti il Football Club Internazionale Milano nelle competizioni ufficiali della stagione 1973-1974.

## Stagione
Ripreso il comando di una panchina da lui abbandonata nel 1968, Helenio Herrera fece ritorno a Milano nell'estate 1973 trovandovi quali reduci della Grande Inter i trentenni Facchetti e Mazzola nonché Burgnich e Bedin; a disposizione del Mago vi era inoltre Boninsegna, frettolosamente scaricato dall'allenatore un decennio addietro ma ora accompagnato in avanti dal «Primavera» Muraro. Da registrare in uscita il passaggio di Corso al Genoa, tappa conclusiva per la carriera del fantasista.

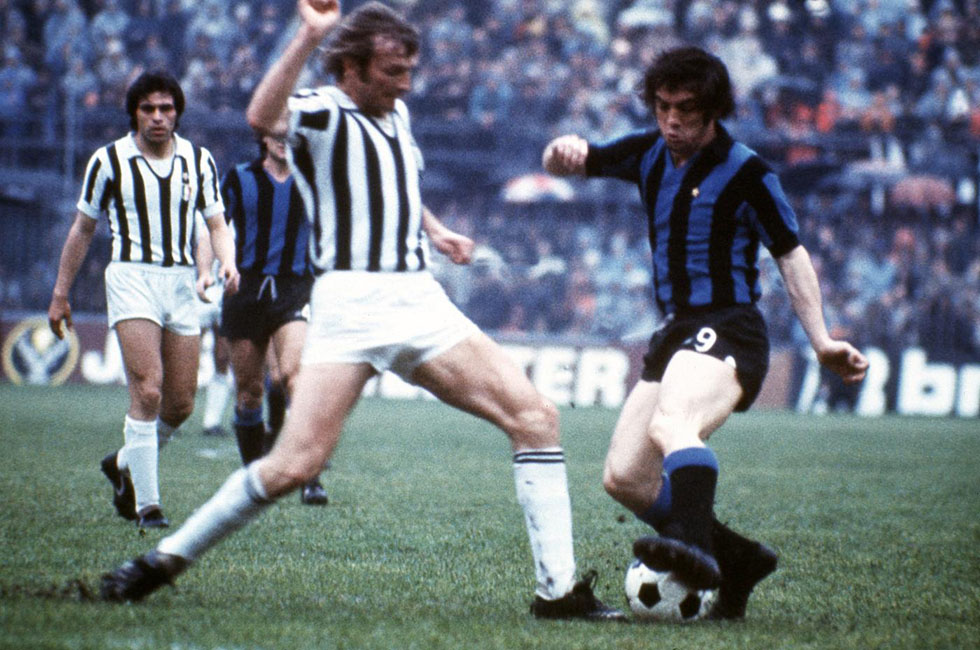
Un contrasto tra Boninsegna e lo stopper juventino Morini nel derby d'Italia del 28 aprile 1974.

Fallito l'obiettivo europeo già nel primo turno, i nerazzurri vissero un discreto avvio in campionato culminato nel successo della stracittadina il 2 dicembre 1973: l'infarto subìto nel febbraio 1974 costrinse il tecnico a farsi da parte, lasciando la squadra nelle mani del suo assistente Enea Masiero.
Tra gli acuti dell'ex mediano spiccarono una vittoria casalinga contro la capolista Lazio e il derby meneghino del 24 marzo 1974, con la cinquina inflitta ai rivali — battuti nell'occasione tramite uno scarto di 4 gol che sarebbe rimasto ineguagliato fino al 29 agosto 2009 — utile per agguantare la zona-Uefa a fine stagione. Le altre affermazioni sui rossoneri nel doppio confronto in Coppa Italia non risultarono tuttavia sufficienti a qualificarsi per l'atto finale, causa il punto di ritardo dal Bologna nella fase a gironi.

## Divise
| 1ª divisa |

## Organigramma societario
Area direttiva
- Presidente: Ivanoe Fraizzoli
- Vicepresidente: Giuseppe Prisco
- Consigliere: Angelo Corridori
- Segretario: Franco Manni

Area tecnica
- Allenatore: Helenio Herrera, poi Enea Masiero

Area sanitaria
- Medico sociale: dott. Angelo Quarenghi[24][25]
- Massaggiatore: Giancarlo Della Casa

## Rosa
| N. |                   | Ruolo | Calciatore                |
| -- | ----------------- | ----- | ------------------------- |
|    | Italia (bandiera) | P     | Ivano Bordon              |
|    | Italia (bandiera) | P     | Lido Vieri                |
|    | Italia (bandiera) | P     | Silvano Martina           |
|    | Italia (bandiera) | D     | Giacinto Facchetti        |
|    | Italia (bandiera) | D     | Graziano Bini             |
|    | Italia (bandiera) | D     | Mario Giubertoni          |
|    | Italia (bandiera) | D     | Adriano Fedele            |
|    | Italia (bandiera) | D     | Sauro Catellani           |
|    | Italia (bandiera) | D     | Mauro Bellugi             |
|    | Italia (bandiera) | D     | Tarcisio Burgnich         |
|    | Italia (bandiera) | D     | Bernardino Fabbian        |
|    | Italia (bandiera) | C     | Sandro Mazzola (capitano) |
|    | Italia (bandiera) | C     | Gabriele Oriali           |

| N. |                   | Ruolo | Calciatore         |
| -- | ----------------- | ----- | ------------------ |
|    | Italia (bandiera) | C     | Nevio Scala        |
|    | Italia (bandiera) | C     | Gianfranco Bedin   |
|    | Italia (bandiera) | C     | Mario Bertini      |
|    | Italia (bandiera) | C     | Aldo Nicoli        |
|    | Italia (bandiera) | C     | Evert Skoglund     |
|    | Italia (bandiera) | C     | Adelio Moro        |
|    | Italia (bandiera) | C     | Giuseppe Massa     |
|    | Italia (bandiera) | A     | Roberto Boninsegna |
|    | Italia (bandiera) | A     | Giorgio Mariani    |
|    | Italia (bandiera) | A     | Carlo Muraro       |
|    | Italia (bandiera) | A     | Giuseppe Doldi     |
|    | Italia (bandiera) | A     | Sergio Magistrelli |

## Risultati

### Serie A

#### Girone di andata
| Milano 7 ottobre 1973, ore 15:00 CET 1ª giornata | Inter            | 0 – 0 | Genoa | Stadio San Siro\| Arbitro: \| Ciacci (Firenze) \| |
| Arbitro:                                         | Ciacci (Firenze) |       |       |                                                   |

| Arbitro: | R. Lattanzi (Roma) |

|           |           |                                      |
| Luppi 20’ | Marcatori | 47’ (rig.), 65’ Boninsegna 81’ Massa |

| Arbitro: | Angonese (Mestre) |

|                            |           |                      |
| A. Moro 14’ Boninsegna 49’ | Marcatori | 28’ Clerici 42’ Cané |

| Arbitro: | Michelotti (Parma) |

|                           |           |                           |
| P. Pulici 47’ Mozzini 59’ | Marcatori | 30’ Fedele 57’ Boninsegna |

| Arbitro: | Agnolin (Bassano del Grappa) |

|                                                         |           |                   |
| Boninsegna 34’, 43’ (rig.), 65’, 69’ Valente 35’ (aut.) | Marcatori | 86’ (aut.) Oriali |

| Arbitro: | Panzino (Catanzaro) |

|               |           |           |
| Chinaglia 28’ | Marcatori | 75’ Bedin |

| Arbitro: | Serafino (Roma) |

|                             |           |             |
| Boninsegna 1’ Facchetti 70’ | Marcatori | 40’ Benetti |

| Arbitro: | Menegali (Roma) |

|                                          |           |  |
| G. Savoldi 21’ F. Landini 32’ Ghetti 77’ | Marcatori |  |

| Arbitro: | C. Lo Bello (Siracusa) |

|                  |           |  |
| Bedin 40’ (aut.) | Marcatori |  |

| Arbitro: | Picasso (Chiavari) |

|                              |           |  |
| Facchetti 16’ Boninsegna 80’ | Marcatori |  |

| Arbitro: | Reggiani (Bologna) |

|                            |           |  |
| Boninsegna 25’ A. Moro 54’ | Marcatori |  |

| Arbitro: | Serafino (Roma) |

|                                    |           |  |
| Altafini 72’ Cuccureddu 78’ (rig.) | Marcatori |  |

| Arbitro: | Gonella (Torino) |

|             |           |                |
| Cristin 68’ | Marcatori | 30’ G. Mariani |

| Arbitro: | Cantelli (Firenze) |

|  |           |             |
|  | Marcatori | 67’ L. Riva |

| Arbitro: | Toselli (Cormons) |

|  |           |                |
|  | Marcatori | 70’ S. Mazzola |

#### Girone di ritorno
| Arbitro: | Michelotti (Parma) |

|           |           |                |
| Corso 14’ | Marcatori | 77’ G. Mariani |

| Milano 10 febbraio 1974 17ª giornata | Inter           | 0 – 0 | Verona | Stadio San Siro\| Arbitro: \| Giunti (Arezzo) \| |
| Arbitro:                             | Giunti (Arezzo) |       |        |                                                  |

| Arbitro: | R. Lattanzi (Roma) |

|                            |           |                |
| Clerici 5’ Bruscolotti 68’ | Marcatori | 61’ S. Mazzola |

| Arbitro: | Trinchieri (Reggio Emilia) |

|                                 |           |  |
| Boninsegna 40’ (rig.), 54’, 63’ | Marcatori |  |

| Arbitro: | Picasso (Chiavari) |

|                     |           |                    |
| S. Villa 64’ (rig.) | Marcatori | 4’, 82’ Boninsegna |

| Arbitro: | Michelotti (Parma) |

|                                     |           |                  |
| Fedele 5’ Oriali 32’ G. Mariani 69’ | Marcatori | 51’ Garlaschelli |

| Arbitro: | Angonese (Mestre) |

|              |           |                                                                       |
| Chiarugi 20’ | Marcatori | 5’ Oriali 7’ (aut.) Sabadini 9’ Boninsegna 44’ S. Mazzola 69’ Mariani |

| Arbitro: | Ciacci (Firenze) |

|                       |           |                   |
| Boninsegna 33’ (rig.) | Marcatori | 76’ (aut.) Oriali |

| Arbitro: | R. Lattanzi (Roma) |

|                |           |              |
| Boninsegna 31’ | Marcatori | 46’ Saltutti |

| Arbitro: | Reggiani (Bologna) |

|             |           |  |
| Sormani 13’ | Marcatori |  |

| Arbitro: | Agnolin (Bassano del Grappa) |

|                                                 |           |                                           |
| Burgnich 20’ (aut.) Negrisolo 76’ G. Morini 81’ | Marcatori | 5’ N. Scala 30’ S. Mazzola 68’ Boninsegna |

| Arbitro: | Michelotti (Parma) |

|  |           |                  |
|  | Marcatori | 32’, 54’ Bettega |

| Arbitro: | Gialluisi (Barletta) |

|                            |           |            |
| Boninsegna 36’ (rig.), 71’ | Marcatori | 3’ Badiani |

| Arbitro: | Menegali (Roma) |

|             |           |           |
| L. Riva 69’ | Marcatori | 27’ Bedin |

| Arbitro: | V. Lattanzi (Roma) |

|                                                |           |            |
| Ceccarelli 10’ (aut.) Boninsegna 25’ Massa 72’ | Marcatori | 89’ Braida |

### Coppa Italia

#### Primo turno
| Arbitro: | Lenardon (Siena) |

|                              |           |  |
| Boninsegna 2’, 16’, 39’, 86’ | Marcatori |  |

| Arbitro: | Reggiani (Bologna) |

|            |           |                     |
| Casone 71’ | Marcatori | 89’ (aut.) Correnti |

| Arbitro: | Michelotti (Parma) |

|                    |           |                                               |
| Improta 71’ (rig.) | Marcatori | 12’ S. Mazzola 40’ N. Scala 67’ (aut.) Santin |

| Arbitro: | Giunti (Arezzo) |

|                                          |           |          |
| Boninsegna 11’, 57’ Andreuzza 20’ (aut.) | Marcatori | 27’ Sega |

#### Secondo turno
| Arbitro: | Levrero (Genova) |

|                               |           |  |
| S. Mazzola 62’ G. Mariani 81’ | Marcatori |  |

| Arbitro: | Gussoni (Tradate) |

|  |           |                |
|  | Marcatori | Boninsegna 77’ |

| Arbitro: | Agnolin (Bassano del Grappa) |

|                           |           |  |
| Massimelli 43’ Ghetti 89’ | Marcatori |  |

| Arbitro: | Trono (Torino) |

|                               |           |               |
| M. Bertini 68’ Boninsegna 79’ | Marcatori | 3’ G. Savoldi |

| Arbitro: | Mascali (Desenzano del Garda) |

|           |           |  |
| Scirea 2’ | Marcatori |  |

| Arbitro: | Casarin (Milano) |

|                               |           |              |
| S. Mazzola 10’ Boninsegna 23’ | Marcatori | 56’ Sabadini |

### Coppa UEFA
| Arbitro: | Rainea |

|                |           |  |
| Swojanowski 8’ | Marcatori |  |

| Arbitro: | Glöckner |

|                            |           |                   |
| A. Moro 55’ Boninsegna 92’ | Marcatori | 96’ Kaltenbrunner |

## Statistiche
Statistiche aggiornate al 19 maggio 1974.

### Statistiche di squadra
| Competizione | Punti | In casa | In casa | In casa | In casa | In casa | In casa | In trasferta | In trasferta | In trasferta | In trasferta | In trasferta | In trasferta | Totale | Totale | Totale | Totale | Totale | Totale | DR |
| Competizione | Punti | G       | V       | N       | P       | Gf      | Gs      | G            | V            | N            | P            | Gf           | Gs           | G      | V      | N      | P      | Gf     | Gs     | DR |
| ------------ | ----- | ------- | ------- | ------- | ------- | ------- | ------- | ------------ | ------------ | ------------ | ------------ | ------------ | ------------ | ------ | ------ | ------ | ------ | ------ | ------ | -- |
| Serie A      | 35    | 15      | 8       | 5       | 2       | 26      | 12      | 15           | 4            | 6            | 5            | 21           | 21           | 30     | 12     | 11     | 7      | 47     | 33     | 14 |
| Coppa Italia | -     | 5       | 5       | 0       | 0       | 13      | 2       | 5            | 2            | 1            | 2            | 5            | 5            | 10     | 7      | 1      | 2      | 18     | 7      | 11 |
| Coppa UEFA   | -     | 1       | 1       | 0       | 0       | 2       | 1       | 1            | 0            | 0            | 1            | 0            | 1            | 2      | 1      | 0      | 1      | 2      | 2      | 0  |
| Totale       | -     | 21      | 14      | 5       | 2       | 41      | 15      | 21           | 6            | 7            | 8            | 26           | 27           | 42     | 20     | 12     | 10     | 67     | 42     | 25 |

### Andamento in campionato
| Giornata  | 1 | 2 | 3 | 4 | 5 | 6 | 7 | 8 | 9 | 10 | 11 | 12 | 13 | 14 | 15 | 16 | 17 | 18 | 19 | 20 | 21 | 22 | 23 | 24 | 25 | 26 | 27 | 28 | 29 | 30 |
| --------- | - | - | - | - | - | - | - | - | - | -- | -- | -- | -- | -- | -- | -- | -- | -- | -- | -- | -- | -- | -- | -- | -- | -- | -- | -- | -- | -- |
| Luogo     | C | T | C | T | C | T | C | T | T | C  | C  | T  | T  | C  | T  | C  | T  | C  | T  | C  | T  | C  | C  | T  | T  | C  | C  | T  | C  |    |
| Risultato | N | V | N | N | V | N | V | P | P | V  | V  | P  | N  | P  | V  | N  | N  | P  | V  | V  | V  | V  | N  | N  | P  | N  | P  | V  | N  | V  |

Legenda:

Luogo: C = Casa; T = Trasferta. Risultato: V = Vittoria; N = Pareggio; P = Sconfitta.